# Bisenti

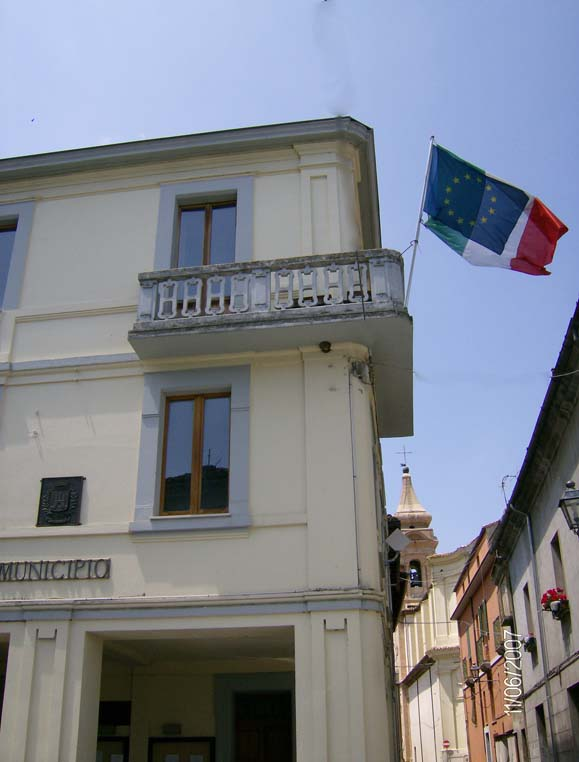
Bisenti Rathaus

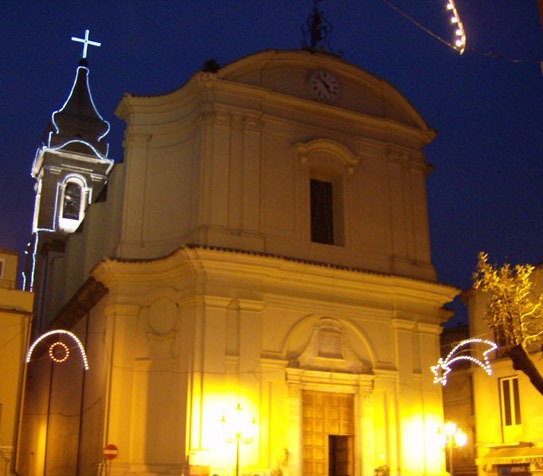
Bisenti Chiesa Santa Maria degli Angeli

Bisenti ist eine Kleinstadt in der Provinz Teramo der italienischen Region Abruzzen. Die Stadt liegt 274 m s.l.m. und hat 1678 Einwohner. Die Ortschaft ist Mitglied der Comunità Montana del Vomano, Fino e Piomba.
Die Stadtviertel sind Acquadosso (auch: Acquaddosso), Bivio Castelli (von den Bisentinern Cazzetti genannt), Chioviano Alto, Chioviano Basso, Colle Marmo, Piedifinati, Rufiano, San Martino, San Nicola, San Pietro, Scipione, Troiano und Falone.
Die benachbarte Gemeinden sind Arsita, Castel Castagna, Castelli, Castiglione Messer Raimondo, Cellino Attanasio, Cermignano und Penne.
Der Legende nach war Bisenti der Geburtsort von Pontius Pilatus.

## Kirche
Das antike Flair von Bisenti findet man auch heute noch in den Straßen und kleinen Plätzen des historischen Zentrums, wo man die farbenfrohe Atmosphäre einer typischen mittelalterlichen Ortschaft wiederentdeckt.
Auf dem Platz Vittorio Emanuele erhebt sich die Pfarrkirche S. Maria degli Angeli mit einem majestätischen Glockenturm und der Abtei. Traditionsgemäß ist die Kirche franziskanischen Ursprungs, weil hier Franz von Assisi verweilte. Sie gilt als einer der größten Basiliken der Abruzzen des 15./16. Jahrhunderts. Eine Ecke des Mosaikbodens des Petersdoms in Rom erinnert an diese Basilika.
Der Sakralbau, mit viereckigem Grundriss und nur einem Kirchenschiff, ist unterteilt in Fächergewölbe. Auf dem Gewölbe kann man drei große ovalförmige Fresken sehen, die folgendes darstellen: Die Verurteilung Salomons, das Wunder des Moses und das Verstoßen Eliodoros aus dem Tempel. Zwischen den Lisenen und seitlich der Fenster sowie über dem Hauptgesims, sind die Figuren der Propheten und die Allegorien der Kardinalstugenden dargestellt. An den Seiten der vier Kanzeln befinden sich die Darstellungen der vier Evangelisten aus Stuck. Über der linken Seitenkapelle sieht man ein kleines ovalförmiges Gemälde aus dem 18. Jahrhundert, welches S. Emidio, das Dorf Bisenti in der Hand tragend, abbildet.

## Weinbau
In der Gemeinde werden Reben der Sorte Montepulciano für den DOC - Wein Montepulciano d’Abruzzo angebaut.

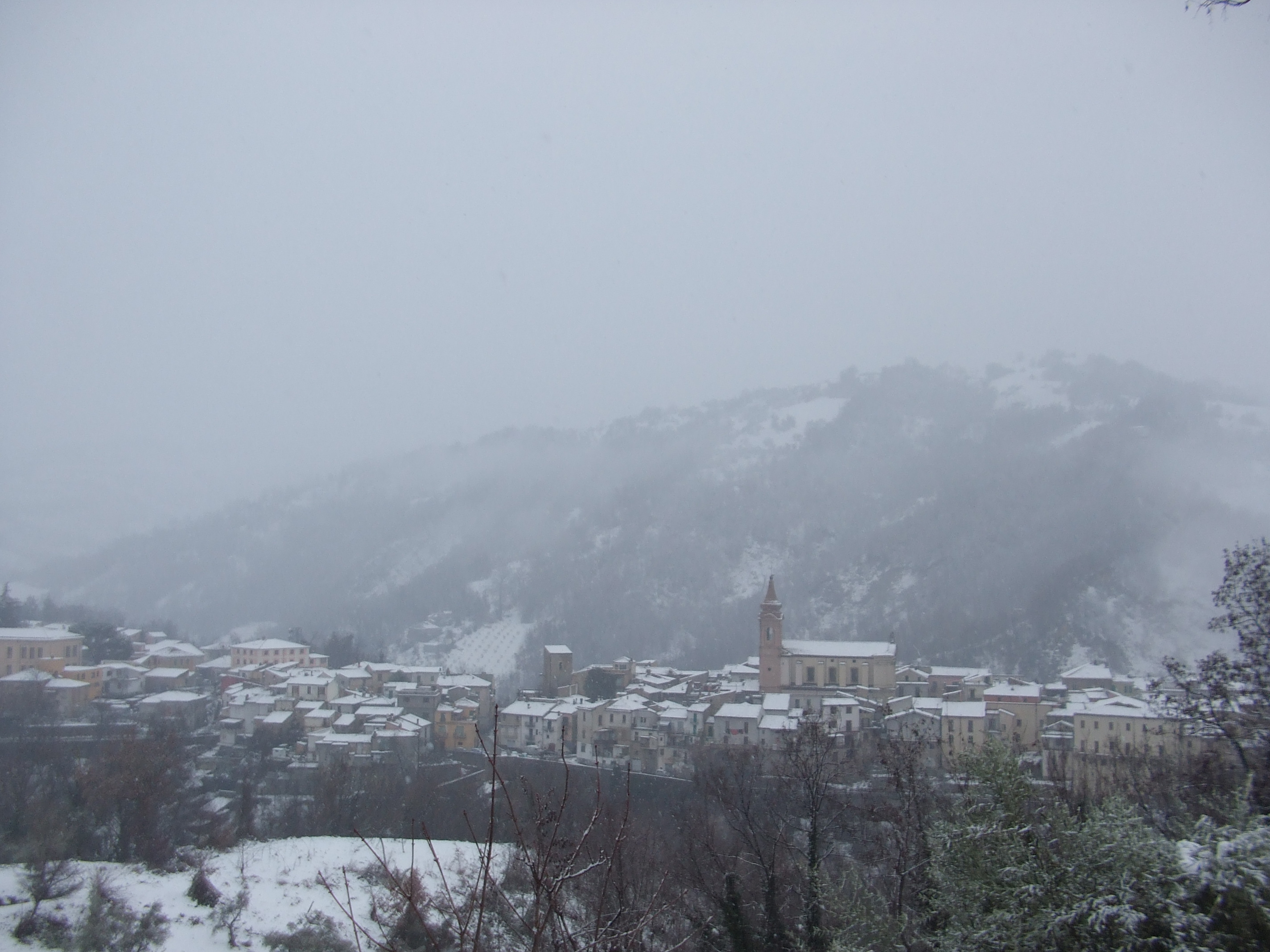
Panorama von Bisenti im Winter
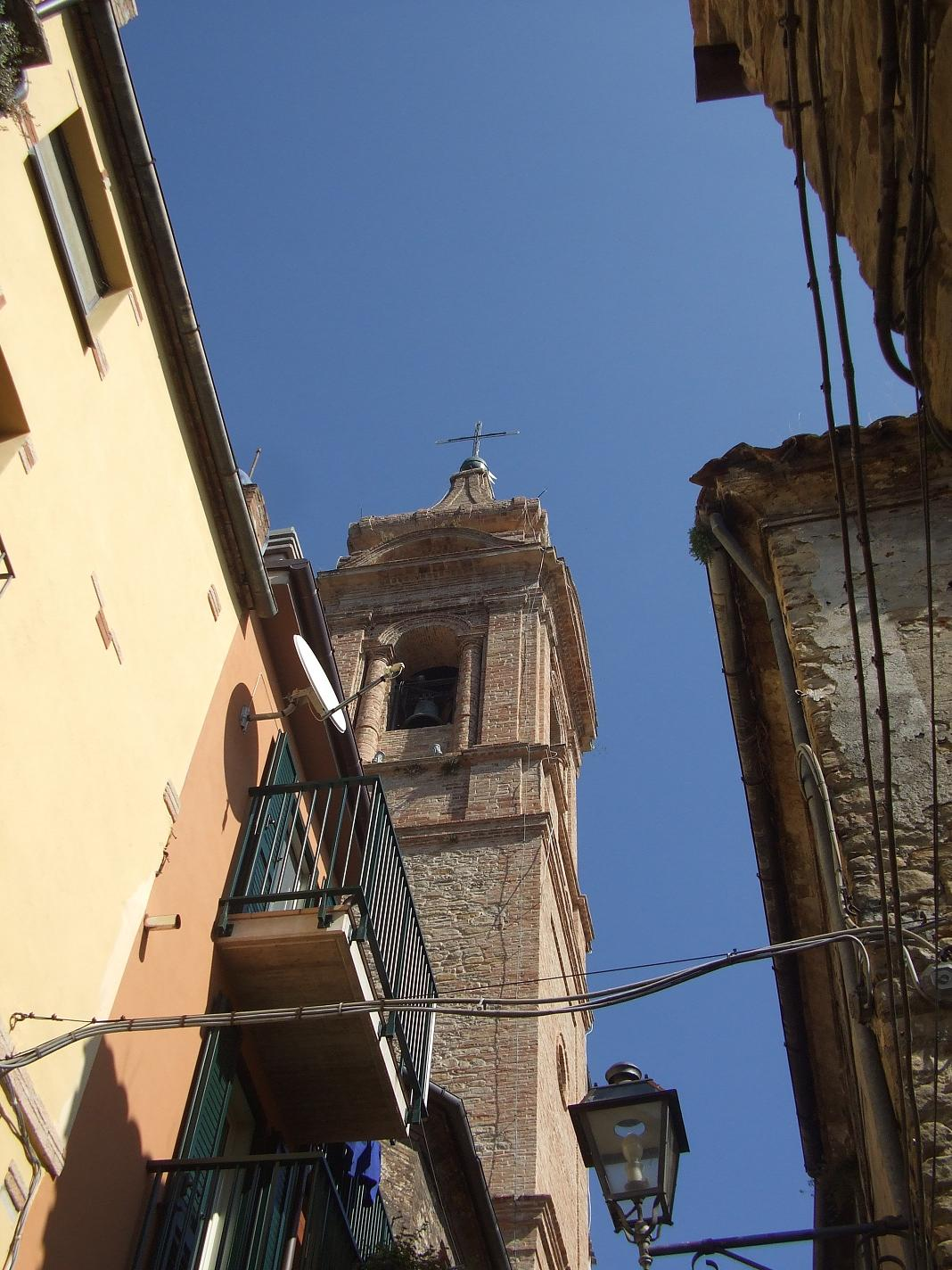
Glockenturm von Bisenti
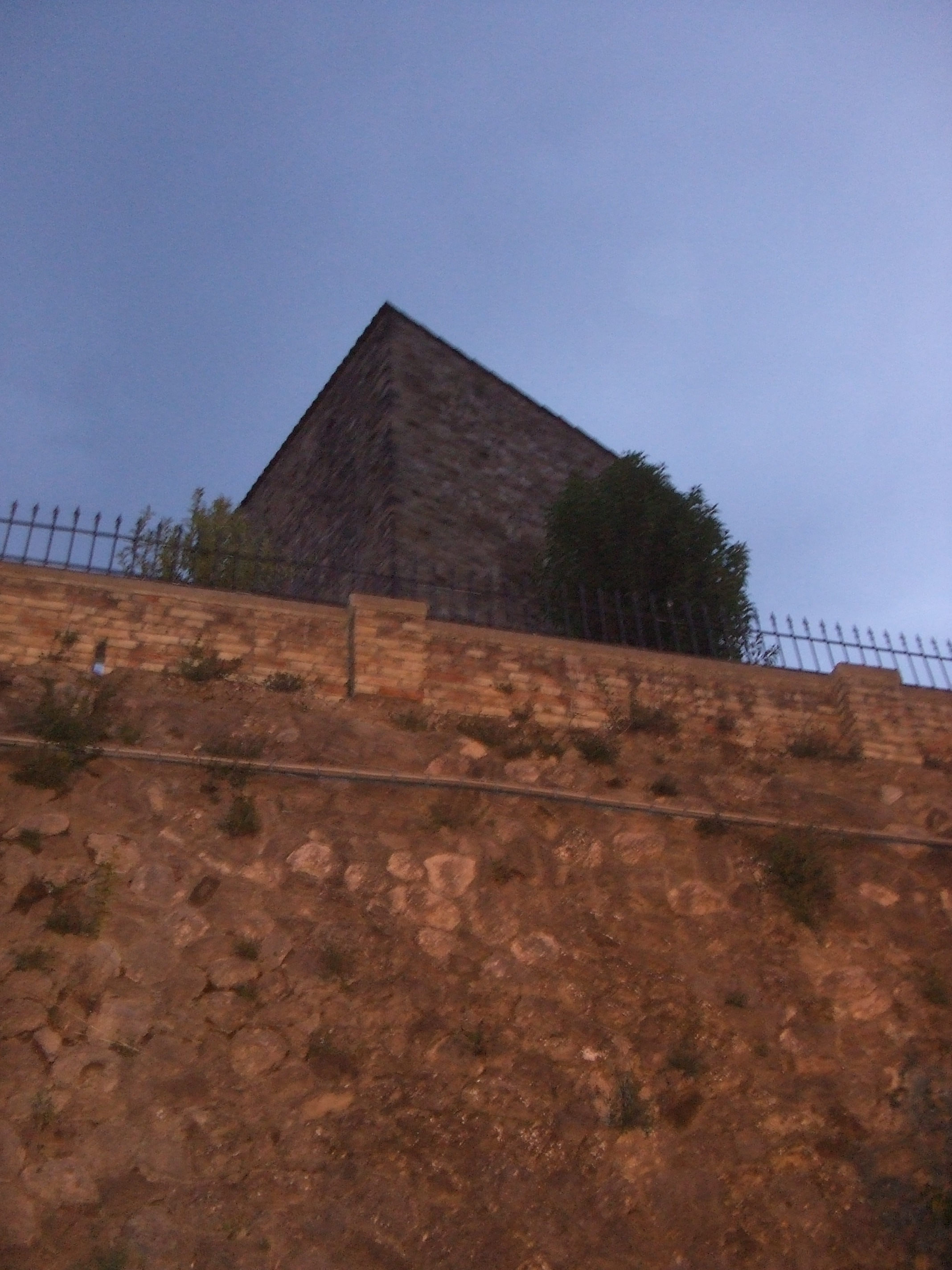
Stadtmauer aus dem Mittelalter
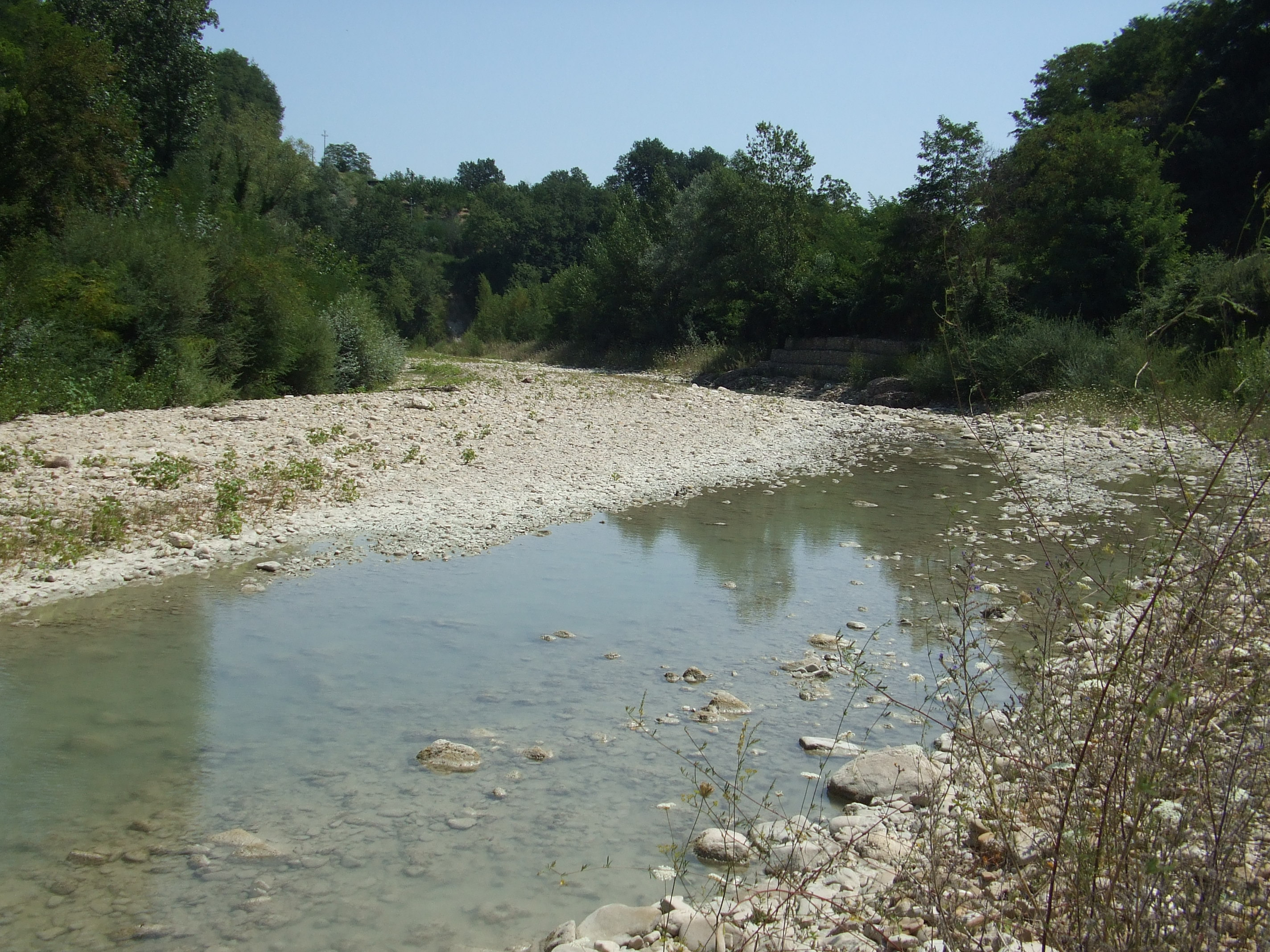
Fluss Fino
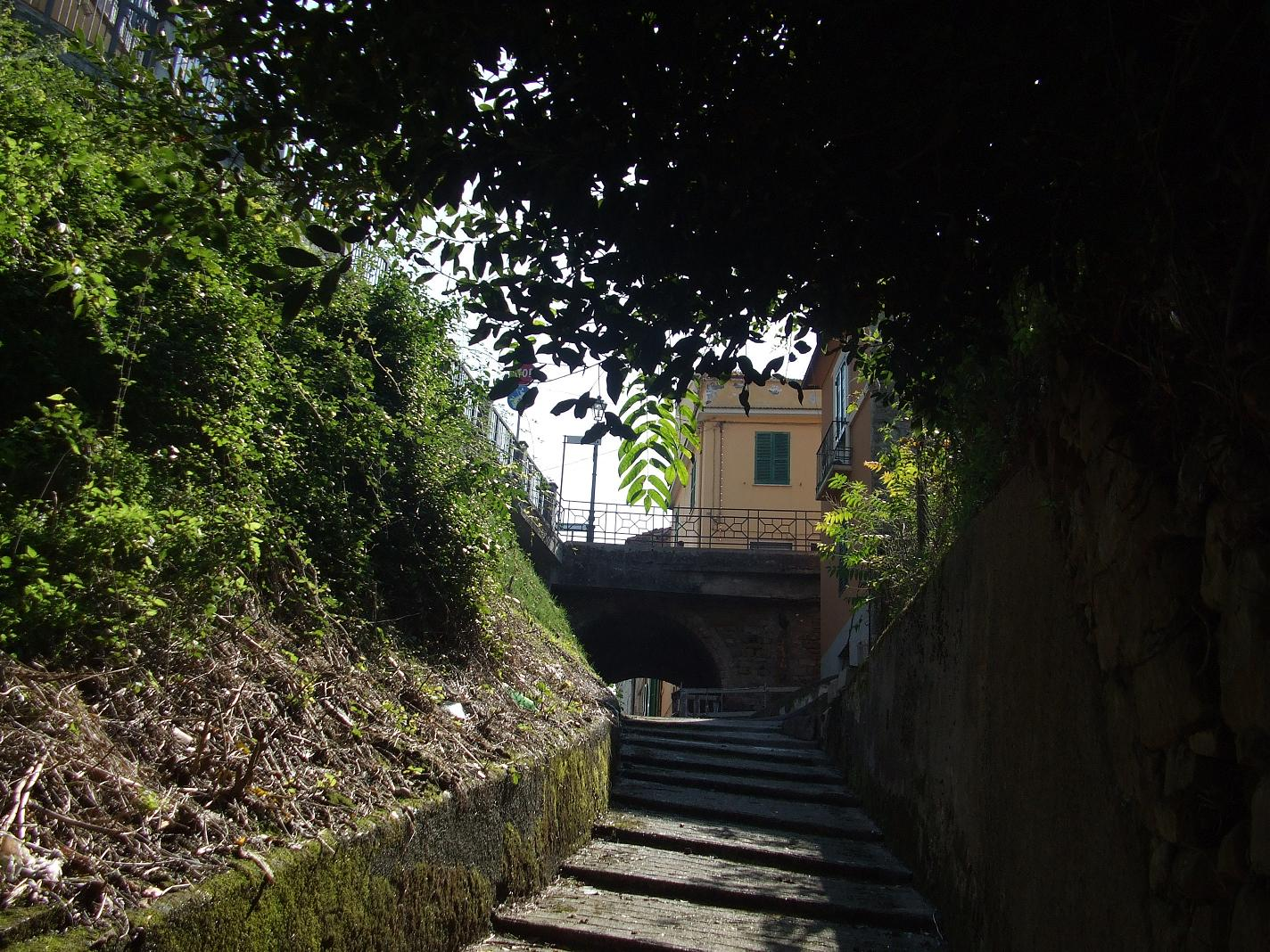
Fußweg zum Fluss Fino